# Özgür Gündem
Özgür Gündem (en español: Agenda Libre) fue un diario kurdo-turco. fue fundada el 30 de mayo de 1992 y tenía su sede en Estambul. Debido a las repetidas prohibiciones de publicación, el periódico cambió su nombre varias veces. En abril de 2011, volvió a su nombre original. En agosto de 2016, el periódico se cerró debido a que estaba acusada de qué difundiera propaganda para el Partido de Trabajadors de Kurdistán (PKK). El periódico sucesor Özgürlükçü Demokrasi apareció en marzo de 2018. 

## Fundación
En 1991, varias iniciativas comenzaron a crear un diario que representa los intereses kurdos. Bajo el liderazgo de Ragıp Duran, Özgür Gündem fue fundada con una circulación de hasta 60,000.  Antes de eso, había habido algunas publicaciones (en su mayoría semanales) que afirmaban defender los derechos de los kurdos en Turquía . Estos incluyen:  
- Diriliş Toplumsal (revitalización social), inicio de publicación el 15 de junio de 1988, apareció solo brevemente porque muchos temas fueron confiscados
- Halk Gerçeği (Realidad Popular), fue publicado el 22 de abril de 1990 al 24. Junio de 1990
- Yeni Halk Gerçeği (Nueva Realidad Popular), apareció el 26 agosto al 16 de septiembre de 1990, los editores suspendieron el programa.
- Yeni Ülke (New Land), comienzo de la publicación 20. Octubre de 1990, de los 110 números, 40 fueron confiscados. La publicación de este periódico semanal se suspendió debido a la circulación limitada.

Özgür Gündem fue considerado el portavoz del PKK, aunque el periódico informó no solo con benevolencia, sino también de manera crítica. El primer editor en jefe de Özgür Gündem fue el periodista turco Ocak Işık Yurtçu, que estuvo detenido de 1994 a 1997 por 26 artículos que aparecieron en el periódico.  El murió el 7 o 8 de septiembre de 2012.  
La administración del periódico dejó de publicarse durante tres meses para una reestructuración. Del 26 de abril de 1993 Özgür Gündem apareció de nuevo.  En una redada en las oficinas del periódico en Estambul el 10 de diciembre de 1993 fueron arrestadas más de 90 personas. Redadas en oficinas en Diyarbakır, Izmir, Adana, Mersin y otras ciudades también ocurrieron entre el 9 y el 11 de diciembre de 1993. Después de una prohibición de publicación por el Tribunal de Seguridad del Estado de Estambul el 18 de noviembre de 1993, el periódico tuvo que dejar de aparecer el 14 de abril de 1994. Del total de 580 números del periódico, 486 fueron confiscados. Diez editores en jefe del periódico estuvieron detenidos entre dos y seis meses. Las penas de prisión de Ocak Işık Yurtçu totalizaron 20 años. El exeditor en jefe Şeyh Davut Karadağ estuvo en prisión por 38 años. Se fue al extranjero, al igual que el antiguo propietario del periódico, Yaşar Kaya, a quien se le impusieron fuertes multas.

## Successores
Posteriormente, Özgür Gündem apareció bajo otros nombres. Estos incluyen:
- Özgür Ülke inició su publicación el 28 de abril de 1994. El 3 de diciembre de 1994, tres oficinas del periódico fueron bombardeadas.[7] Un empleado murió en Estambul. La aparición fue descontinuido el 2 de febrero de 1995.
- Yeni Politika (Nueva Política), fue prohibido como el sucesor de Özgür Ülke. Apareció entre el 13 de abril de 1995 y el 16 de agosto de 1995
- Demokrasi (democracia), inició su publicación el 12 de diciembre de 1996, apareció hasta el 3 de mayo de 1997
- Ülkede Gündem (agenda en el país), inició su publicación el 7 de julio de 1997. El 26 de septiembre de 1997, se prohibió a este y otros periódicos importarlos al region donde estaba vigente el Estado de Emergencia (OHAL). El 23 de octubre de 1998, el Tribunal de Seguridad del Estado de Estambul impuso una prohibición de publicación en el periódico.
- Özgür Bakış (vista sin obstáculos), inicio de publicación el 18 de abril de 1999. El periódico apareció durante 371 días hasta el día 24. Abril de 2000. En los juicios que se les impusieron, las prohibiciones totalizaron 390 días.
- 2000'de Yeni Gündem (nueva agenda en 2000) se publicó entre el 27 de mayo de 2000 y marzo de 2000. Por razones económicas, su aparición fue descontinuado.
- Yedinci Gündem (Séptima Agenda) apareció entre el 23 de junio de 2001 y el 30 de agosto de 2002
- Yeniden Özgür Gündem (agenda libre nuevamente), se publicó desde el 2 de septiembre de 2003 y apareció hasta el 28 de febrero de 2004
- Ülkede Özgür Gündem, inicio de publicarse el 1 de marzo de 2004. El periódico fue publicado haste el 16. Noviembre de 2006 y seguidamente prohibido.
- Toplumsal Demokrasi, inicio de publicarse el 16 de noviembre de 2006. Después de dos meses la aparición fue descontinuado el 5 de enero de 2007.

Además, había periódicos a corto plazo bajo nombres como Güncel, Yaşamda Gündem o Günlük Alternatif. 
El 4 de abril de 2011, el periódico Özgür Gündem pudo reanudar su trabajo con su nombre original.

## Aplicación de la ley y asesinatos de empleados
El 14 de abril de 1994, Özgür Gündem dejó de publicarse debido a que el periódico  y sus empleados estuvieron expuestos a numerosas medidas penales y administrativas. Entonces apareció Özgür Ülke (País libre). El 4 de febrero de 1995, este periódico tuvo que dejar de publicarse debido a varias órdenes de prohibición del Tribunal de Seguridad del Estado de Estambul. Además de innumerables procesos penales, muchos empleados (reporteros y distribuidores) de Özgür Gündem y sus periódicos que le sugieran fueron asesinados. Se dice que 76 empleados fueron asesinados en 20 años. Entre el 30 de mayo de 1992 y abril de 1994, 8 reporteros y 19 distribuidores fueron asesinados por Özgür Gündem.
El 20 En diciembre de 2011, casi 50 periodistas fueron arrestados como parte de las operaciones conocidas como Unión del Kurdistán (KCK), incluido Ziya Çiçekçi, editor en jefe de Özgür Gündem. El 24 En diciembre de 2011, 36 de ellos fueron detenidos. Se les acusa de pertenencia y apoyo a una "organización ilegal". Se dice que doce de los 104 periodistas encarcelados en Turquía en marzo de 2012 eran empleados de Özgür Gündem.
El 20 En junio de 2016, Erol Önderoğlu fue arrestado por "propaganda terrorista" en Turquía. 
El 16 de agosto de 2016, el periódico fue "temporalmente cerrado" por orden del fiscal, con el argumento de que distribuía "propaganda del PKK y funcionaba como portavoz de esta organización". El mismo día, la policía allanó la oficina editorial en Estambul y arrestó a 23 periodistas y otros empleados del periódico. El 29 de octubre de 2016, el periódico fue prohibido por una ordenanza de emergencia. 

## Desarrollos actuales
Desde el 22 de agosto de 2016 el periódico sucesor Özgürlükçü Demokrasi. El editor en jefe fue Yılmaz Yıldız. En marzo de 2018, el periódico fue puesto bajo administración estatal,  y se detuvo su aparición. Con el decreto de emergencia de 8 de julio de 2018, el último decreto de emergencia antes del levantamiento del estado de emergencia el 19 de julio de 2018, el periódico estaba cerrado. El editor İhsan Yaşar y el jefe responsable del servicio, İshak Yasul, han estado allí desde el 6 de abril de 2018 bajo custodia.

## Literatura
- Frank Nordhausen: „Der traurige Weltrekord. In der Türkei sind mehr Journalisten inhaftiert als in China oder im Iran“, in: Berliner Zeitung, 10. September 2012. (Online unter dem Titel: „Weltmeister der Pressefeindlichkeit“)
- Konrad Hirschler, "Defining the Nation: Kurdish Historiography in Turkey in the 1990s," in: Middle Eastern Studies 37.7 (2001), pp. 145–166.

El análisis de Hirschler utiliza Özgür Gündem y sus publicaciones sucesoras como la fuente principal y contiene una descripción detallada del periódico.
- Lista de periódicos turcos.

1. 1 2  Zitiert nach einem Urteil des Oberverwaltungsgerichts NRW vom 25. Januar 2000 das Urteil wird in einer Sammlung auf der Seite 479 erwähnt Archivado el 17 de noviembre de 2018 en Wayback Machine.; Zugriff am 26. Oktober 2012
2. ↑  Vergleiche einen Artikel in der linken Zeitschrift "Arranca" (Herbst 1993) Özgür Gündem. Zeitung machen gegen den Tod Archivado el 26 de marzo de 2018 en Wayback Machine.. Zugriff am 26. Oktober 2012
3. ↑  Siehe den Jahresbericht 1993 der Menschenrechtsstiftung der Türkei, Ankara Juni 1994, (türkisch), S. 239–246
4. ↑  Siehe den Jahresbericht 1994 der Menschenrechtsstiftung der Türkei (TIHV), Ankara September 1995, (türkisch), ISBN 975 7217 05 0 S. 253–266
5. 1 2  Siehe ein Interview mit Bayram Balcı in der Zeitung Radikal vom 18. März 2011 İki yılda 27 çalışanı öldürüldü; Zugriff am 26. Oktober 2012
6. ↑  Siehe auch einen Artikel bei rojaislanm.com vom 1. Januar 2006 KÜRDİSTAN BASINI 114 YAŞINDA; Zugriff am 26. Oktober 2012
7. ↑  Zuvor hatte der Innenminister Nahit Menteşe in einem Interview gesagt, dass er die Zeitung am liebsten schließen würde und auf einer Sitzung des Nationalen Sicherheitsrats soll am 29. November 1994 ein Beschluss gefällt worden sein, die Zeitung "zum Schweigen zu bringen"; vgl. den Jahresbericht 1994 der TIHV
8. 1 2  Siehe einen Bericht bei der Informationsstelle Kurdistan (ISKU) aus Yeni Özgür Politika vom 26. März 2012, ISKUErscheinungsverbot der Tageszeitung Özgür Gündem für einen Monat;Zugriff am 26. Oktober 2012
9. ↑  Siehe ein Interview mit Bayram Balci mit Junge Welt vom 19. Juni 2012, reproduziert bei der AG Friedensforschung "In 20 Jahren wurden 76 Mitarbeiter umgebracht"; Zugriff am 26. Oktober 2012
10. ↑  Sie die Tagesberichte der TIHV vom 24.-26. Dezember 2011 (englisch).
11. ↑  Asli Erdogan spricht aus, worüber andere schweigen FAZ 19. August 2016
12. ↑  Kapatılan Özgür Gündem gazetesine polis baskını Cumhuriyet 16 Aug. 2016
13. ↑  Özgürlükçü Demokrasi gazetesine kayyum atandı, CNN TÜrk, 28. März 2018.
14. ↑  Erdogan entlässt weitere 18.000 Staatsdiener, Deutsche Welle, 8. Juli 2018
15. ↑  Özgürlükçü Demokrasi’nin İmtiyaz Sahibi ve Yazıişleri Müdürü tutuklandı, Cumhuriyet, 6. April 2018

- Homepage
- Bajo el título Onlarin Sayesinde-3, Hüseyin Aykol el 17 de septiembre de 2010 ha publicado una lista de periodistas de la prensa pro-kurdo, que fueron matados (algunos otros en el ejercicio de su profesión después de que el PKK se había unido como combatientes activas). Entre ellos había varios empleados de Özgür Gündem.
- La página Asesinatos por grupos armados de 2007 ofrece una visión general de los asesinatos de periodistas entre 1980 y 2000

- Datos: Q307838